# Ивица Костелић
Ивица Костелић (хрв. Ivica Kostelić) је хрватски скијаш.
Први је хрватски скијаш који је освојио бодове у Светском купу (21. место у италијанском Сестријереу у сезони 2000/2001. године).
Прву победу је остварио у америчком Аспену са стартним бројем 64.
Те сезоне, 2001/2002, освојио је и мали кристални глобус у слалому у завршници у аустријском Флахау испред Американца Бодија Милера.
Дана 5. јануара 2003. Ивица Костелић је победио у слалому у Крањској Гори. Те сезоне Ивица Костелић освојио је и наслов светског шампиона у слалому у швајцарском Санкт Морицу.
Највећи његов успех је освајање сребрне медаље у комбинацији на Олимпијским играма у Торину 2006. године.

### Освојени кристални глобуси
| Сезона | Дисциплина  |
| ------ | ----------- |
| 2002.  | Слалом      |
| 2011   | Укупно      |
| 2011   | Комбинација |
| 2011   | Слалом      |

### Победе у Светском купу
25 победа (14 у слалому, 9 у комбинацији (5 у суперкомбинацији, 3 у традиционалној), 1 у паралелном слалому, 1 у супервелеслалому)
| Сезона   | Датум              | Место             | Трка             |
| -------- | ------------------ | ----------------- | ---------------- |
| 2002.    | 25. новембар 2001. | Аспен             | Слалом           |
| 2002.    | 13. јануар 2002.   | Венген            | Слалом           |
| 2002.    | 9. март 2002.      | Флахау            | Слалом           |
| 2003.    | 16. децембар 2002. | Сестријере        | Слалом           |
| 2003.    | 5. јануар 2003.    | Крањска Гора      | Слалом           |
| 2003.    | 12. јануар 2003.   | Бормио            | Слалом           |
| 2004.    | 15. децембар 2003. | Мадона ди Кампиљо | Слалом           |
| 2006/07. | 10. децембар 2006. | Рајтералм         | Суперкомбинација |
| 2008/09. | 22. децембар 2008. | Алта Бадија       | Слалом           |
| 2009/10. | 17. јануар 2010.   | Венген            | Слалом           |
| 2009/10. | 24. јануар 2010.   | Кицбил            | Комбинација      |
| 2010/11. | 2. јануар 2011.    | Минхен            | Паралелни слалом |
| 2010/11. | 9. јануар 2011.    | Аделбоден         | Слалом           |
| 2010/11. | 14. јануар 2011.   | Венген            | Суперкомбинација |
| 2010/11. | 16. јануар 2011.   | Венген            | Слалом           |
| 2010/11. | 21. јануар 2011.   | Кицбил            | Супервелеслалом  |
| 2010/11. | 23. јануар 2011.   | Комбинација       |                  |
| 2010/11. | 30. јануар 2011.   | Шамони            | Суперкомбинација |
| 2011/12. | 8. децембар 2011.  | Вивер Крик        | Слалом           |
| 2011/12. | 21. децембар 2011. | Флахау            | Слалом           |
| 2011/12. | 13. јануар 2012.   | Венген            | Суперкомбинација |
| 2011/12. | 15. јануар 2012.   | Венген            | Слалом           |
| 2011/12. | 22. јануар 2012.   | Кицбил            | Комбинација      |
| 2011/12. | 12. фебруар 2012.  | Сочи              | Суперкомбинација |
| 2012/13. | 27. јануар 2013.   | Кицбил            | Комбинација      |
| 2012/13. | 10. март 2013.     | Крањска Гора      | Слалом           |

#### Пласмани у Светском купу по сезонама
| Година   | Година   | Генерално | Генерално | Спуст   | Спуст  | Слалом  | Слалом | Велеслалом | Велеслалом | Супервелеслалом | Супервелеслалом | Комбинација | Комбинација |
| -------- | -------- | --------- | --------- | ------- | ------ | ------- | ------ | ---------- | ---------- | --------------- | --------------- | ----------- | ----------- |
| Година   | Година   | Пласман   | Бодови    | Пласман | Бодови | Пласман | Бодови | Пласман    | Бодови     | Пласман         | Бодови          | Пласман     | Бодови      |
| 2000/01. | 2000/01. | 107       | 25        | -       | -      | 40      | 25     | -          | -          | -               | -               | -           | -           |
| 2001/02. | 2001/02. | 7         | 677       | -       | -      | 1       | 611    | 22         | 66         | -               | -               | -           | -           |
| 2002/03. | 2002/03. | 7         | 632       | -       | -      | 2       | 580    | 27         | 52         | -               | -               | -           | -           |
| 2003/04. | 2003/04. | 34        | 271       | -       | -      | 14      | 195    | 30         | 62         | 37              | 14              | -           | -           |
| 2004/05. | 2004/05. | 31        | 263       | -       | -      | 7       | 263    | -          | -          | -               | -               | -           | -           |
| 2005/06. | 2005/06. | 40        | 204       | -       | -      | 15      | 163    | -          | -          | -               | -               | 16          | 41          |
| 2006/07. | 2006/07. | 25        | 344       | -       | -      | 16      | 144    | -          | -          | -               | -               | 3           | 200         |
| 2007/08. | 2007/08. | 6         | 829       | 35      | 36     | 5       | 425    | 40         | 29         | 25              | 83              | 2           | 256         |
| 2008/09. | 2008/09. | 4         | 891       | 47      | 9      | 2       | 454    | 8          | 219        | 26              | 43              | 4           | 166         |
| 2009/10. | 2009/10. | 5         | 805       | 23      | 86     | 4       | 360    | 21         | 71         | 15              | 116             | 3           | 172         |
| 2010/11. | 2010/11. | 1         | 1356      | 25      | 90     | 1       | 478    | 11         | 120        | 3               | 223             | 1           | 345         |
| 2011/12. | 2011/12. |           |           |         |        |         |        |            |            |                 |                 | 1           | 336         |

### Контроверза
2003, Костелић је дао интервју хрватском часопису „Национал“ у коме је (као студент историје) изговорио неколико изјава о Другом светском рату, које су неки хрватски и страни новинари разумели као изражавање симпатија са нацистичким режимом. Касније се извинио и тврдио да су оптужбе нетачне и да су његове изјаве извучене из контекста.. Након победе на слалому у Крањској Гори, изјавио је како тајна његове победе лежи у чињеници да је на старту „био спреман попут немачког војника 22. јуна 1941.“

## Галерија
- Костелић на Олимпијским играма у Ванкуверу 2010.
- Костелић у Хинтертуксу, Аустрија